# 22e cérémonie des Grammy Awards
La 22e cérémonie annuelle des Grammy Awards a eu lieu au Shrine Auditorium à Los Angeles le 27 février 1980.

## Palmarès
| Prix                      | Artiste             | Titre                |
| ------------------------- | ------------------- | -------------------- |
| Enregistrement de l'année | The Doobie Brothers | What a Fool Believes |
| Album de l'année          | Billy Joel          | 52nd Street          |
| Chanson de l'année        | The Doobie Brothers | What a Fool Believes |
| Meilleur nouvel artiste   | Rickie Lee Jones    | Rickie Lee Jones     |